# Undă scurtă

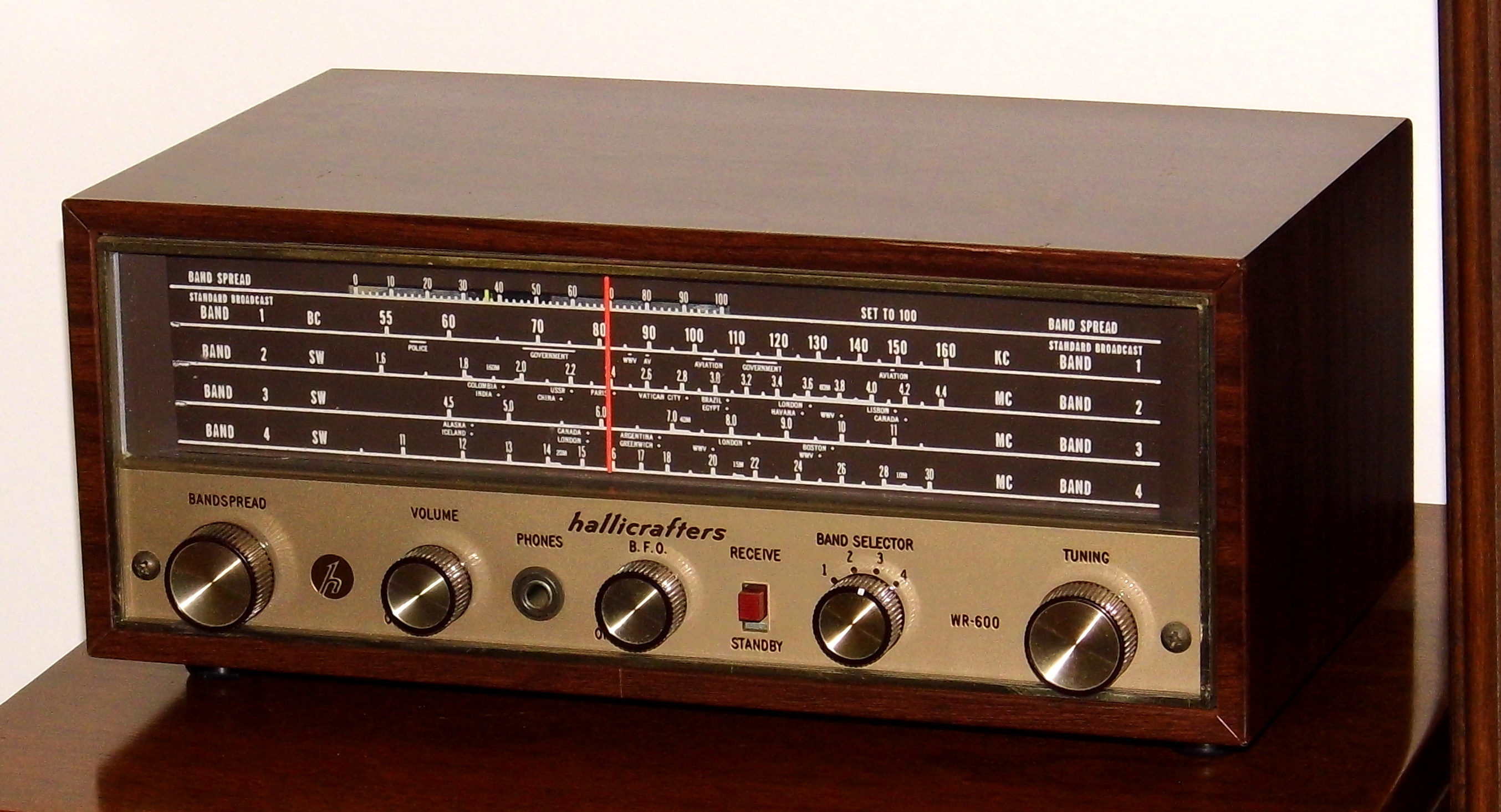
Un radioreceptor cu 4 tuburi care acoperă 4 benzi de transmisie cu modulație în amplitudine. O gama de unde medii și trei benzi de unde scurte, până la 30 MHz, fabricat în SUA, circa 1961-1964

Undele scurte sunt cuprinse în domeniul de frecvență 3.000 kHz – 30.000 kHz (3 – 30 MHz).

### Propagarea undelor scurte
Undele scurte sunt capabile să ajungă în orice locație de pe Pământ, din cauza faptului că undele scurte sunt reflectate de către ionosferă.

### Avantaje
Undele scurte pot fi utilizate în situații de urgență când Internetul sau televiziunea prin satelit nu ar fi disponibile pentru moment. Se pot recepționa posturi radio din mai multe țări sau continente, un semnal analogic în condiții bune (depinde și de aparatul de radio folosit). Undele scurte transportă semnal de la mii de kilometri față de banda UUS, cu modulație FM (88–108 MHz), de exemplu de pe un continent pe altul. Majoritatea aparatelor de radio includ și banda US, majoritatea au recepția împărțită în două benzi de unde scurte, SW1 și SW2 (5.8 Mhz–7.5 Mhz), (8.8–12.3 Mhz)

### Dezavantaje
În anumite țări din Uniunea Europeană se fabrică aparate radio doar cu FM sau AM. Undele scurte sunt considerate învechite din cauza alternativelor ca mijloc de informare și divertisment internetul și televiziunea. Pentru recepția radio în unde scurte trebuie o condiție de propagare excelentă. Semnalul transmis este monofonic.